# イシュタール航空
イシュタール航空（アラビア語: عشتار ايرلاينز, 英語: Ishtar Airlines）は、イラクの民間の航空会社であるが、ドバイ（アラブ首長国連邦）にも拠点を置く航空会社。その主なベースは、バグダードとドバイ。2009年10月現在営業停止中（w:en:Ishtar Airlinesより）。

## 歴史
イシュタール航空は、元イラク航空パイロットによって2005年3月に設立された航空会社。

## 就航地
イシュタル航空は、以下の都市に就航している。（2007年3月現在）
- バグダード
- ドバイ
- アルビール

イシュタール航空はヨーロッパ、中東方面に路線を拡大する計画がある。

## 保有機
- ボーイング727　1機